# Domat/Ems
Domat/Ems és un municipi del cantó dels Grisons (Suïssa), cap del districte d'Imboden.